# سنترالهاتشي (جورجيا)
سنترالهاتشي (بالإنجليزية: Centralhatchee, Georgia)‏ هي بلدة تقع في مقاطعة هيرد، جورجيا بولاية جورجيا في الولايات المتحدة. تبلغ مساحتها 8.5 (كم²)، وترتفع عن سطح البحر 258 م، بلغ عدد سكانها 383 نسمة في عام 2000 حسب إحصاء مكتب تعداد الولايات المتحدة وتصل الكثافة السكانية فيها 45.1 نسمة/كم2.

## أعلام
- روي لي جونسون

## وصلات خارجية
- The US50 - Cities and Towns in Georgia State
- Georgia Cities and Towns, Facts, Map, Flag, Colleges, Government, and More